# Nazionale maschile di baseball degli Stati Uniti d'America
La nazionale maschile di baseball degli USA è la squadra che rappresenta gli Stati Uniti d'America nelle competizioni internazionali.

## Piazzamenti

### Giochi olimpici
- 1992 : 4°
- 1996:  3°
- 2000:  1°
- 2008:  3°
- 2020:  2°

### World Baseball Classic
- 2006: 8°, eliminata nella seconda fase[1]
- 2009: 4°, sconfitta in semifinale[1]
- 2013: 6°, eliminata nella seconda fase[1]
- 2017:  1°
- 2023:  2°

### Campionato mondiale di baseball
- 1938:  2°
- 1939:  3°
- 1940:  2°
- 1941: 6°
- 1942: 5°
- 1943: non qualificata
- 1944: non qualificata
- 1945: non qualificata
- 1947: non qualificata
- 1948: non qualificata
- 1950: non qualificata
- 1951: non qualificata
- 1952: non qualificata

- 1953: non qualificata
- 1961: non qualificata
- 1965: non qualificata
- 1969:  2°
- 1970:  2°
- 1971: non qualificata
- 1972:  2°
- 1973:  1°
- 1974:  1°
- 1976: non qualificata
- 1978:  2°
- 1980: 4°
- 1982:  3°

- 1984:  3°
- 1986: 4°
- 1988:  2°
- 1990: 7°
- 1994: 8°
- 1998: 9°
- 2001:  2°
- 2003: 5°
- 2005: 7°
- 2007:  1°
- 2009:  1°
- 2011: 4°

### Giochi panamericani
- 1951:  2°
- 1955:  2°
- 1959:  3°
- 1963:  2°
- 1967:  1°
- 1971:  2°

- 1975:  2°
- 1979: 4°
- 1983:  3°
- 1987:  2°
- 1991:  3°
- 1995: 10°

- 1999:  2°
- 2003:  2°
- 2007:  2°
- 2011:  2°
- 2015:  2°
- 2019: non partecipante

### Coppa intercontinentale di baseball
- 1973:  3°
- 1975:  1°
- 1977:  2°
- 1979:  3°
- 1981:  1°
- 1983:  2°

- 1985 : 6°
- 1987:  2°
- 1989 : 7°
- 1991: non qualificata
- 1993:  2°
- 1995: non qualificata

- 1997 : 4°
- 1999 : 4°
- 2002: non qualificata
- 2006: non qualificata
- 2010: non qualificata